# ALIVE (映画)
『ALIVE』（アライブ）は、2003年公開の日本映画。漫画家の髙橋ツトムが1999年に『週刊ヤングジャンプ』に発表したコミックを『VERSUS -ヴァーサス-』、『あずみ』監督の北村龍平が映画化したSFソリッド・サバイバル・アクション。主演は『VERSUS -ヴァーサス-』、『あずみ』など北村常連組のひとりでもある俳優、榊英雄。

## ストーリー
八代天周は恋人・みさ子を暴行した男たち6人を殺害、4か月後の逃亡の末、みさ子までも殺害した罪で死刑判決を受けていた。そして、いよいよ死刑執行の日、電気イスのスイッチが入る。だが、電流のスイッチが切られた時、天周はまだ生きていた。その直後、彼は生か死の選択を迫られる。そして天周は生きることを選んだ。やがて麻酔銃により意識を奪われた天周が目を覚ますと、彼はあらゆるものから遮断された部屋に閉じ込められていた。そこにはもう一人、凶悪な死刑囚・権藤もいた。そして彼らは、何かの実験に強制的に参加させられたことを告げられる。

## スタッフ
- 監督：北村龍平
- 脚本：北村龍平 山口雄大 桐山勲
- 原作：髙橋ツトム
- 撮影：古谷巧
- 音楽：森野宣彦 矢野大介
- VFXスーパーバイザー：進威志
- アクション監督：下村勇二

## キャスト
- 八代天周：榊英雄
- 三枝百合華：りょう
- 三枝明日香：小雪
- 原みさ子：小田エリカ
- 徳武：ベンガル
- 小島：國村隼
- 松田：菅田俊
- ゼロス：坂口拓
- 権藤：杉本哲太
- 刑務所長：石橋蓮司
- 戦闘部隊指揮官：松田賢二
- 散髪を行う警備員：田中要次
- 研究員：吉原歩、伊沢響、谷門進士、窪園純一
- 戦闘部隊隊員：松本実、新井雄一郎、大場一史、片山武宏、古宮基成、吉田浩之、堀内俊成、金澤大朗、後藤竜治、小原剛
- 監視人：水上竜士、木村慶太、青木稔
- 警備員：濱近高徳、北見誠、渡辺成紀、松原末成
- スーツの男：高橋正宇、高橋清文
- 地獄の男：沢田豊志、小林昌美
- 死刑囚：小沢仁志、松岡俊介、殺陣剛太